# Punkt 3
punkt 3 (auch punkt3 geschrieben) ist eine Kundenzeitung der S-Bahn Berlin GmbH, der DB Regio sowie der Tourismus-Marketing Brandenburg GmbH für die Region Berlin/Brandenburg. Die Zeitschrift erscheint zweimal im Monat und informiert über Fahrplanänderungen, Bauarbeiten sowie Reiseangebote. Sie liegt kostenlos auf den Bahnsteigen der Berliner S-Bahn, in Reisezentren sowie in Zügen von DB Regio aus.

## Geschichte
Mitte der 1990er-Jahre gab es eine Reihe von großen Veränderungen im Eisenbahnnetz in Berlin und Brandenburg. Viele Verbindungen wurden nach teilungsbedingter Unterbrechung wieder eröffnet oder ausgebaut, vielerorts gab es längere Baumaßnahmen. Vor diesem Hintergrund entstand – als Kooperation zwischen dem Regionalbereich Berlin/Brandenburg der Deutschen Bahn, der S-Bahn Berlin, wenig später der TMB Tourismus-Marketing Brandenburg GmbH sowie dem punkt3-Verlag – eine regelmäßig erscheinende Kundenzeitung. Die von Beginn an punkt 3 genannte Zeitung soll Reisende ausführlich über anstehende Bauarbeiten und über neue Angebote informieren. Ihr Umfang ging dabei deutlich über den anderer Kundenzeitschriften im Eisenbahnnahverkehr in Deutschland hinaus.
Eine erste Testausgabe erschien am 24. Mai 1995. Regelmäßig veröffentlicht wird das Blatt seit März 1996, zunächst monatlich und ab Sommer 1998 zweimal im Monat.
Der Name punkt 3 begründet sich in der ursprünglichen Idee, die Zeitung als schnelles Informationsmedium immer werktags punkt 3 Uhr nachmittags erscheinen zu lassen.
Das Blatt wird von der punkt 3 Verlag GmbH herausgegeben und entsteht in Kooperation mit DB Regio Regionalbereich Nordost, der S-Bahn Berlin GmbH sowie der Tourismus-Marketing Brandenburg GmbH. Auf Seiten von DB Regio lag die Redaktion jahrelang bei den Mitarbeitern des RAN-Teams („Regionaler Ansprechpartner Nahverkehr“, für Kundenbelange zuständige Abteilung von DB Regio). Inhaltliche Schwerpunkt des Blattes sind neben Informationen zu Neuerungen im Angebot und zu Bauarbeiten auch bahnpolitische Themen, Porträts von Mitarbeitern, Erfahrungen von Fahrgästen und Hinweise auf kommerzielle von DB Regio organisierte Reiseangebote. Der Umfang der Ausgaben wuchs von ursprünglich 16 auf 32 Seiten (Stand Ende 2012).

## Vertrieb
Die Zeitschrift punkt3 erscheint zweimal im Monat, in der Regel am Donnerstag.
Das Blatt wird über Aufsteller auf den Bahnsteigen von 100 Stationen in Berlin und Brandenburg, vor allem den Berliner S-Bahnhöfen, vertrieben. Des Weiteren wird es an ausgewählten Knotenpunkten am Erscheinungstag verteilt und liegt in den Zügen von DB Regio aus. Zudem wird es als Postwurfsendung an Haushalte in einzelnen wechselnden Gebieten Berlins vertrieben.
Die Auflage betrug 2005 170.000 Exemplare, bei besonderen Anlässen wie der Wiedereröffnung der kompletten Berliner Ringbahn im Jahr 2002 bis zu 800.000 Exemplare. Ende 2012 lag sie bei 140.000 und im Jahr 2016 bei 130.000 Exemplaren.